# E12 (trasa europejska)
E12 – trasa europejska pośrednia północ-południe, wiodąca z Mo i Rany w Norwegii do Hämeenlinny w Finlandii.
Przebieg E12:
- Norwegia: Mo i Rana – Storuman
- Szwecja: Lycksele – Umeå – Holmsund
- Finlandia: Vaasa – Tampere – Hämeenlinna – Helsinki

## Stary system numeracji
Do 1985 obowiązywał poprzedni system numeracji, według którego oznaczenie E12 dotyczyło trasy: (Paryż) – Ligny-en-Barrois – Metz – Saarbrücken – Mannheim – Heilbronn – Schwäbisch Hall – Nürnberg – Neustadt an der Aisch – Plzeň – Praha – Hradec Králové – Náchod – Kłodzko – Wrocław – Łódź – Łowicz – Warszawa – Białystok – (ZSRR – Leningrad i Moskwa). Dalszy przebieg nie był ustalony, ponieważ ZSRR nie był sygnatariuszem umowy z 1950 r. regulującej przebieg i standard tras europejskich. Fragment trasy przebiegający przez Polskę oficjalnie nie miał wówczas osobnego numeru krajowego i był oznaczany jako droga międzynarodowa E12. Arteria E12 była wtedy zaliczana do kategorii „A”, w której znajdowały się główne trasy europejskie.

### Drogi w ciągu dawnej E12
Lista dróg opracowana na podstawie: EUROPE L’EUROPE EUROPA ЕВРОПА Road atlas Atlas Routier Autoatlas АТЛАС автомобильных дорог.
| Francja                      | - droga nr 4: Paris – Fontenay-Trésigny – Sézanne – Sommesous – Vitry-le-François – Saint-Dizier – Ligny-en-Barrois – Toul - autostrada A33: Toul – Nancy - autostrada A31: Nancy – Metz - autostrada A32: Metz – granica z RFN |
| Niemcy Zachodnie             | - autostrada A6: granica z Francją – Saarbrücken – Kaiserslautern – Ludwigshafen – Mannheim – Heilbronn – Schwäbisch Hall – Nürnberg - droga nr 14: Nürnberg – Hersbruck – Sulzbach-Rosenberg – Wernberg - droga nr 14: Wernberg – Waidhaus - droga nr 14: Waidhaus – granica z Czechosłowacją (Czeska Republika Socjalistyczna) |
| Czechosłowacja · (Czeska RS) | - droga nr 5: granica z RFN – Rozvadov – Stříbro – Kozolupy – Plzeň - droga nr 5: Plzeň – Rokycany - droga nr 5: Rokycany – Zdice – Beroun – Praha - droga nr 11: Praha – Poděbrady - droga nr 11: Poděbrady – Chlumec nad Cidlinou – Hradec Králové - droga nr 33: Hradec Králové – Jaroměř – Náchod – granica z PRL |
| Polska                       | - droga E12: Kudowa-Zdrój (granica z Czechosłowacją) – Polanica-Zdrój – Kłodzko – Ząbkowice Śląskie – Bielany Wrocławskie – Wrocław – Oleśnica – Syców – Kępno – Wieruszów – Walichnowy – Złoczew – Sieradz – Zduńska Wola – Łask – Pabianice – Łódź – Stryków – Głowno – Łowicz – Sochaczew – Błonie – Ożarów Mazowiecki – Warszawa – Marki – Radzymin – Wyszków – Ostrów Mazowiecka – Zambrów – Mężenin – Jeżewo Stare – Białystok – Wasilków – Czarna Białostocka – Sokółka – Kuźnica (granica z ZSRR, brak przejścia granicznego) |